# Bulovka
Bulovka (en allemand : Bullendorf) est une commune du district et de la région de Liberec, en Tchéquie. Sa population s'élevait à 934 habitants en 2021.

## Géographie
Bulovka se trouve près de la frontière avec la Pologne, à 7 km au nord-est de Frýdlant, à 24 km au nord-nord-est de Liberec et à 111 km au nord-est de Prague.
La commune est limitée au nord par la Pologne, à l'est par Horní Řasnice, au sud par Dolní Řasnice, Krásný Les et Frýdlant, et à l'ouest par Višňová et Pertoltice.

## Histoire
La première mention écrite du village date de 1354.

## Galerie

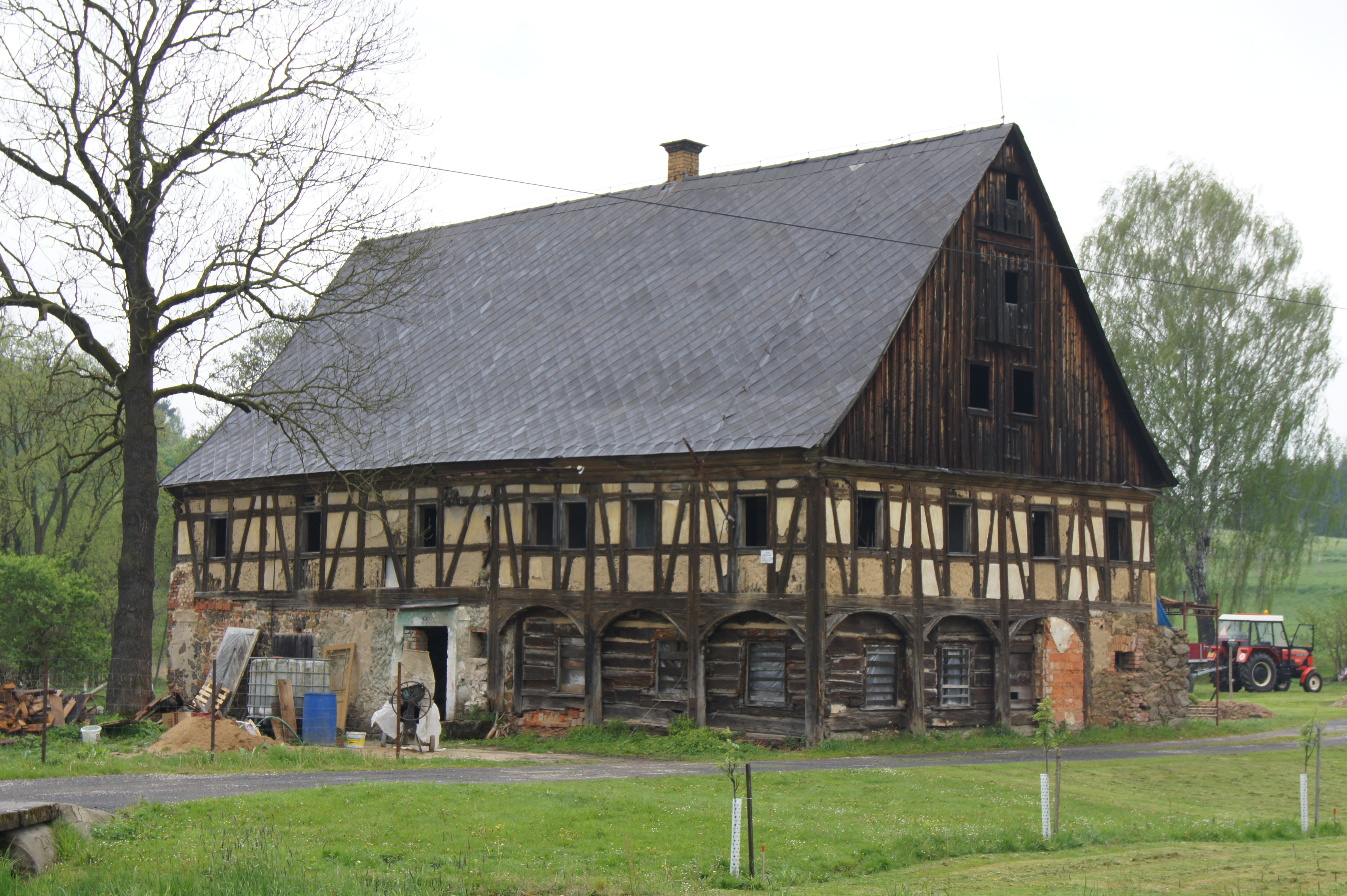
Arnoltice : maison rurale traditionnelle.
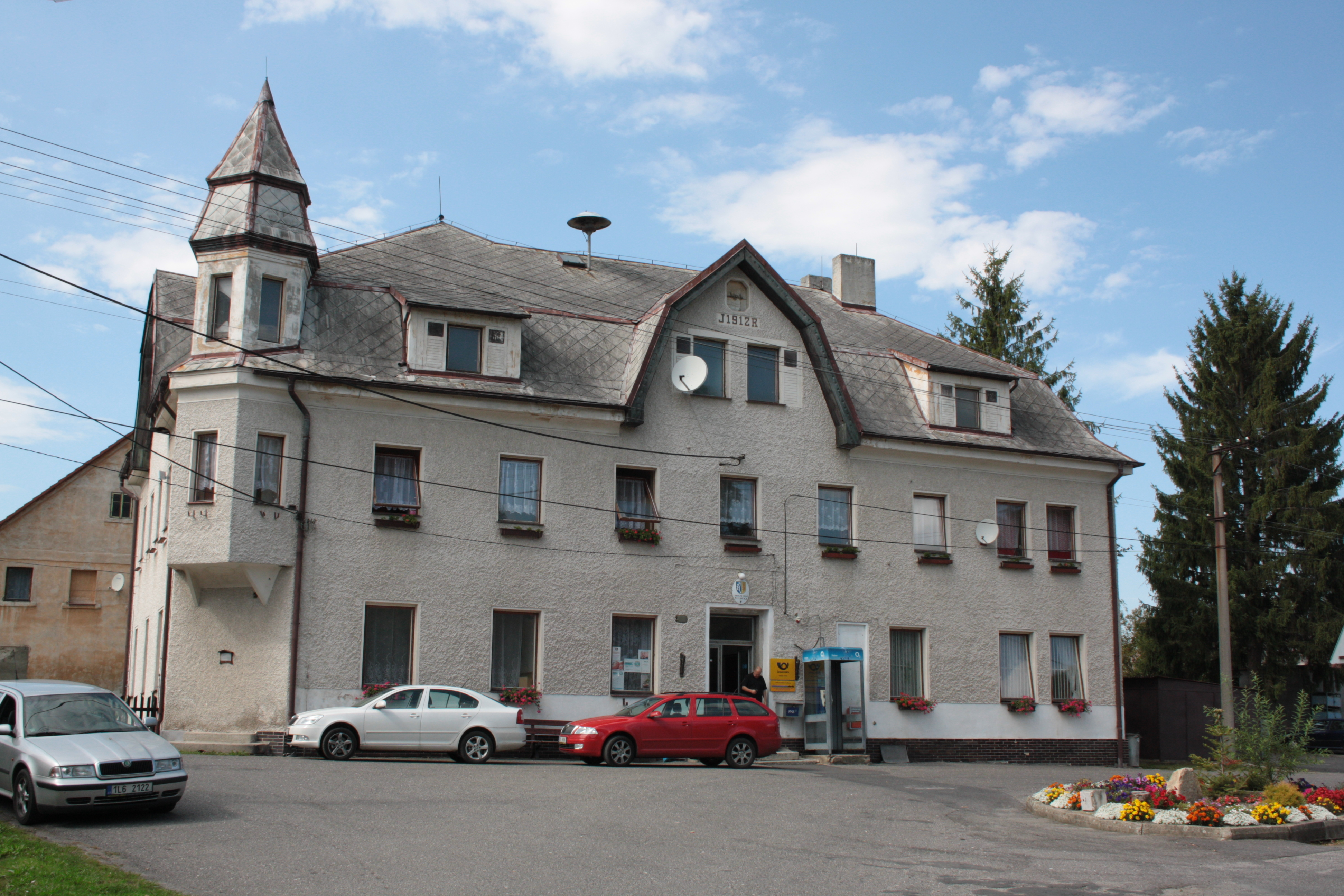
Bulovka : la mairie.

## Administration
La commune se compose de trois sections :
- Arnoltice
- Bulovka
- Dolní Oldřiš

## Transports
Par la route, Bulovka se trouve à 7 km de Frýdlant, à 29 km de Liberec et à 138 km de Prague.